# Premiile muzicale Radio România 2018
A șaisprezecea gală a premiilor muzicale Radio România a fost ținută pe 16 aprilie 2018 în Sala Radio din București, având ca scop recunoașterea celor mai populari artiști români din anul 2017. A fost transmisă în direct pe stațiile Radio România Actualități și Radio România Internațional, difuzată pe posturile TVR 1, TVR Internațional și TVR HD, și prezentată de Daniela Mihai, Cătălin Cârnu și Ioana Voicu. Premiul Artistul anului a fost câștigat de Smiley, având cel mai mare număr de trofee alături de Andra, cel mai nominalizat muzician al galei.

## Spectacole
| Artiști                | Melodii                                                      |
| ---------------------- | ------------------------------------------------------------ |
| Andra                  | „Colț de suflet” „Mi-ai luat mințile” „Floare de Nu-mă-uita” |
| Feli                   | „Vals” „[[]]"                                                |
| Smiley                 | „[[]]"                                                       |
| Ioana Ignat            | „Nu mă uita” „[[]]"                                          |
| Direcția 5             | „[[]]"                                                       |
| The Motans             | „Nota de plată” „[[]]"                                       |
| The Mono Jacks         | „Un sfert de secundă"                                        |
| Vunk                   | „[[]]"                                                       |
| Florin Chilian Saveica | „[[]]"                                                       |
| Dida Drăgan            | „[[]]"                                                       |
| Irina Rimes            | „Ce s-a întâmplat cu noi” „Bolnavi amândoi"                  |

## Câștigători și nominalizați
| Artistul anului | Debutul anului                                                                               |
| --- | -------------------------------------------------------------------------------------------- |
| - Smiley - Andra - Carla’s Dreams                                                                                  | - Ioana Ignat - Andrew Marica - Mira                                                         |
| Cel mai bun interpret                                                                                              | Cea mai bună interpretă                                                                      |
| - Cristi Enache - Keo - Tudor Turcu                                                                                | - Andra - Alina Eremia - Feli                                                                |
| Piesa anului | Albumul anului                                                                               |
| - „Bolnavi amândoi” - Irina Rimes - „Doar pe-a ta” - Edward Sanda și Ioana Ignat - „Weekend” - The Motans și Delia | - Confesiune - Smiley - Despre el - Irina Rimes - Iubirea schimbă tot - Andra                |
| Cel mai bun cântec pop                                                                                             | Cel mai bun artist pop                                                                       |
| - „La refren” - Andra - „Who You Are” - Mihail - „Doar pe a ta” - Edward Sanda și Ioana Ignat                      | - The Motans - Smiley - Feli                                                                 |
| Cel mai bun cântec alternative rock                                                                                | Cel mai bun grup pop-rock                                                                    |
| - „Dur de-a dura” - Vița de Vie - „Fregate” – Grimus - „Cel mai frumos loc de pe Pământ” - Coma                    | - Vunk - The Mono Jacks - Vama                                                               |
| Cel mai bun cântec pop-rock                                                                                        | Cel mai bun album pop-rock                                                                   |
| - „Un sfert de secundă” - The Mono Jacks - „Frunză verde foi mărunte” - Bucium - „Burning Man” - Vama              | - Happy Day - Direcția 5 - Extrovertit - Vunk - Picat din lună - Ștefan Bănică Jr.           |
| Omul cu chitara | Cel mai bun compozitor                                                                       |
| - Mircea Vintilă - Nicu Alifantis - Mircea Baniciu                                                                 | - Șerban Cazan - Alex Pelin - Irina Rimes                                                    |
| Cel mai bun album folk                                                                                             | Big Like Video                                                                               |
| - Pre@Clasic - Florin Chilian - 1+9 - Victor Socaciu - Facem dragoste - Cosmin Văman și Spam                       | - „Antiexemplu” - Carla’s Dreams - „Who You Are” - Mihail - „Tell Me Who” - Vanotek și Eneli |

## Premii speciale
Ediția din 2018 a premiilor a inclus un singur premiu special, care să nu aibă parte de nominalizări anterioare, anume Premiul de excelență. A fost acordat artistei Dida Drăgan pentru întreaga sa activitate artistică.